# المنبع (رواية)
المنبع هي رواية من عام 1943 للكاتبة الروسية-الأمريكية آين راند، وهي أول نجاح أدبي كبير لها. بطل الرواية هاورد روارك هو مهندس معماري شاب مؤمن بالفردانية يصمم المباني الحديثة ويرفض التسوية مع مؤسسة معمارية ومعارض لقبول الابتكار. يُجسد روارك ما كانت راند تعتقد أنه الرجل المثالي، وصراعه يعكس معتقد راند بأن الفردانية أسمى من الجماعية.
تتم معارضة روارك من قبل من يُسميهم «إمّعة»، الذين يعطون قيمة للامتثال أكثر من الاستقلال والنزاهة. هؤلاء يتضمنون زملاء دراسة روارك السابقين، بيتر كياتينغ، الذي نجح باتباع الاساليب الشائعة، ولكنه يلجأ إلى روارك للمساعدة في مشاكل التصميم. إيلسورث توهي، كناقد للهندسة المعمارية الاشتراكية الذي يستخدم تأثيره لترويج أجندته السياسية والاجتماعية، ويحاول تدمير حياة روارك المهنية. يسعى الناشر غايل ويناند في جريدة تابلويد إلى تكوين الرأي العام.
هو يصادق روارك، ثم يخونه عندما يتحول الرأي العام إلى اتجاه لا يستطيع التحكم فيه. أكثر الشخصيات إثارة للجدل في الرواية هي حبيبة روارك، دومينيك فرانكون. هي تعتقد بأن اللامثالية ليس لديها فرصة في الفوز، لذلك تناوبت بين مساعدة روارك والعمل على إضعاف مكانته. أدان النقاد النسائيون أول لقاء جنسي لروارك ودومينيك، متهمين راند بالمصادقة على الاغتصاب.
امتنع اثني عشر ناشرًا عن نشر المسوّدات قبل أن يُخاطر مُحرر في شركة بوبس-ميريل بوظيفته ويقوم بنشرها. كانت آراء المراجعين المعاصرين مستقطبة. أشاد البعض بالرواية باعتبارها نشيد نصٍر للفردانية، بينما اعتقد آخرون بأنها أطول مما ينبغي وتفتقد إلى الخصائص العاطفية.
المبيعات الأولية كانت منخفضة، ولكن الكتاب اكتسب شهرة عن طريق الانتشار الشفوي وأصبح أكثر الكتب مبيعًا. بيعت أكثر من 6.5 مليون نسخة من كتاب رأس النافورة في جميع أنحاء العالم وتُرجم الكتاب إلى أكثر من 20 لغة. جذبت الرواية شهرة جديدة إلى راند وتمتعت بتأثير دائم، خصوصًا بين المهندسين المعماريين، المحافظين الأمريكان واليمينيين التحرريين.
تم اقتباس الرواية في وسائل الإعلام الأخرى مرات عدة. وتم نشر نسخة مصورة من الرواية في الصحف في عام 1945. أنتجت شركة وارنر برذرز فيلمًا عن الرواية في عام 1949؛ كتبت راند السيناريو، ولعب غاري كووبر دور روارك. انتقد النقاد الفيلم بشدة، والذي لم يمكن الفلم من استرداد الأموال المصروفة على ميزانيته؛ أخذ العديد من الكتاب والمخرجين بنظر الاعتبار عمل فلم مقتبس جديد. في عام 2014، صنع المخرج المسرحي البلجيكي اقتباسا مسرحيًا، والذي تلقى مراجعات إيجابية عمومًا.

## تأثيرها على حياة راند
كانت راند قد حققت بعض النجاح العام سابقًا من خلال مسرحيتها ليلة السادس عشر من يناير وكان لديها روايتين منشورتين قبل ذلك. بالرغم من ذلك كانت رواية رأس النافورة نجاحًا كبيرًا في حياتها المهنية. فقد جلبت لها شهرة دائمة ونجاحًا ماليًا. قامت راند ببيع حقوق الفيلم لروايتها وعادت إلى هوليوود لكتابة السيناريو للفيلم المقتبس. في شهر إبريل من عام 1944، وقعت عقدًا متعدد السنوات مع منتج الأفلام هال واليس لكتابة سيناريوهات أصلية واقتباسات لأعمال كُتّابٍ آخرين.
جلب نجاح الرواية لراند فرص نشر جديدة. عرضت عليها شركة بوبس-ميريل نشر كتاب غير خيالي لتوسيع الأفكار الأخلاقية المُقدَّمة في رواية رأس النافورة. بالرغم من أن هذا الكتاب لم يكتمل أبدًا، فقد تم استخدام جزء منه لمقالة في إصدار يناير 1944 من مجلة ريدرز دايجيست. وكذلك استطاعت راند أن تحصل على ناشر أمريكي لروايتها النشيد، والتي كانت قد نشرت سابقًا في إنجلترا، ولكن ليس في الولايات المتحدة. عندما كانت جاهزة لتقديم كتاب أطلس يستريح إلى الناشرين، تنافس أكثر من اثنا عشر ناشرًا ليحصلوا على فرصة نشر الكتاب الجديد.
جذبت رواية المنبع أيضًا مجموعة جديدة من المعجبين الذين كانوا منجذبين إلى أفكارها الفلسفية. عندما رجعت راند إلى نيويورك في عام 1951، قامت بتجميع هؤلاء المعجبين الذين كانت تطلق عليهم علنًا اسم «دفعة '43» إشارة إلى السنة التي نُشرت فيها رواية رأس النافورة. تطورت المجموعة لتصبح قلب الحركة الموضوعية التي روجت للأفكار الفلسفية من كتابات راند.

## روابط خارجية
- المنبع على موقع الموسوعة البريطانية (الإنجليزية)